# Яніс Лідманіс
Яніс Лідманіс (латис. Jānis Lidmanis; нар. 18 січня 1910, Рига, Ліфляндська губернія, Російська імперія — пом. 29 листопада 1986, Мельбурн, Вікторія, Австралія) — латвійський спортсмен. Переможець першого чемпіонату Європи з баскетболу.

## Біографія
Виступав за баскетбольні команди ЛБС, «Латвіяс яунатнес» і ЯКС, був в їх складі триразовим чемпіоном Латвії (1928, 1931, 1932). Наприкінці 30-х років грав за клуб АСК.
У складі баскетбольної збірної Латвії провів 14 матчів (1928—1936). На першому чемпіонаті Європи, що проходив 1935 року у Швейцарії, його команда здобула золоті нагороди. Яніс Лідманіс входив до стартової п'ятірки. У трьох матчах турніру набрав 15 очок.
У складі національної футбольної команди дебютув 28 травня 1931 року. Латвійська збірна, на власному полі, зазнала поразки від команди Естонії (0:1). Тривалий час був капітаном головної команди країни. Всього провів за збірну 55 матчів (у 26 з них — був капітаном команди). Відзначився двома забитими м'ячами (у ворота збірних Литви і Естонії). Переможець чотирьох турнірів Балтійського кубка (1932, 1933, 1936, 1937). На клубному рівні захищав кольори команди РФК (Рига).
У 1944 році виїхав до Німеччини, з 1949 року мешкав у Австралії.